# Jonaguni
Jonaguni (japonsky 与那国島, jonagunsky どぅなん, okinawsky ユナグニ) je ostrov v souostroví Jaejama. Celková rozloha ostrova je 28,88 čtverečních kilometrů a žije zde zhruba 1700 obyvatel. Patří Japonsku a administrativně je zařazen do prefektury Okinawa.

## Geografie
Ostrov se nachází jen 108 kilometrů daleko od východního pobřeží Tchaj-wanu a jedná se tak o nejzápadnější obydlený ostrov Japonska (mys Irizaki 24°26′58″ s. š., 122°56′1″ v. d.). Nejbližší japonský ostrov je Iriomote ve vzdálenosti 63 km. Teče tu říčka Tahara.
Klima na ostrově je oceánické, tropické. Průměrná roční teplota vzduchu je 23.9 °C a roční úrhn srážek činí 3 000 mm.

## Obyvatelstvo
Převážná část obyvatel žije v městečku Jonaguni. Kromě něj jsou tu vesnice Sonai, Kubura a Higawa. Většina obyvatel hovoří jonagunsky (与那国語), což je jeden z japonsko-rjúkjúských jazyků. Japonština je rozšířena jako druhý jazyk.

## Doprava
Na ostrově je letiště místního významu. Existuje trajektové spojení s ostrovem Išigaki. Místní doprava je provozována autobusy.

## Historie
Ostrov byl r. 1522 obsazen vojsky království Rjúkjú a v r. 1610 se stal jeho součástí. Koncem 19. století ho Japonsko anektovalo spolu s celým královstvím. Po porážce Japonska ve druhé světové válce podléhal americké správě. Japonsku byl navrácen 17. června 1971.

## Zajímavosti

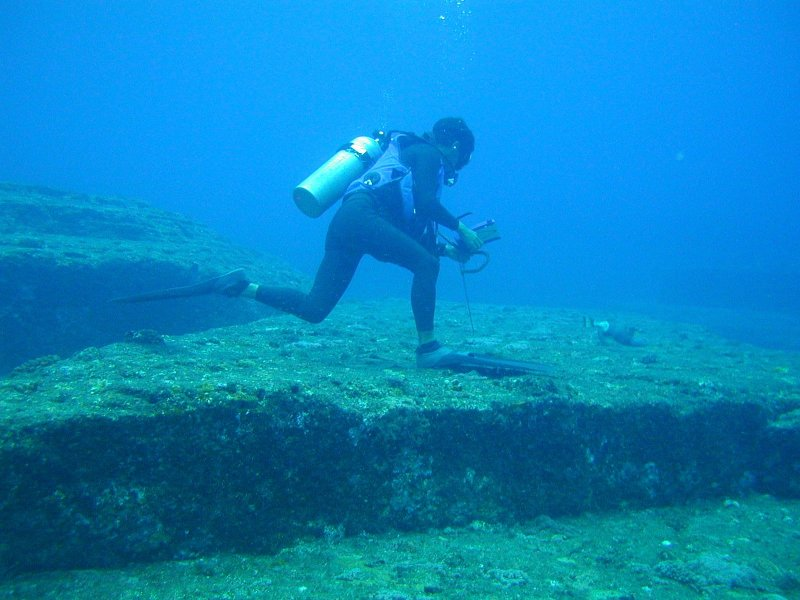
Jonagunský podmořský výtvor

- Žije zde endemický druh - kůň Jonaguni.[2][3]
- Je to jediné místo z japonských ostrovů, kde se vysytuje Attacus atlas, největší motýl na světě.[4]
- Ve vodách ostrova se v zimě shromažďují kladivouni.
- Nachází se zde Jonagunský podmořský výtvor, který je někdy považován za pozůstatek kontinentu Mu.[5]